# Primer (canal de televisió)
«Primer» (en ucraïnès: Перший, en romanització: Pershyi) és un canal de televisió públic ucraïnès de la Companyia Nacional de Radiodifusió Pública d'Ucraïna, que s'emet amb aquest logotip des del 23 de maig de 2022. El canal de televisió va substituir el canal de televisió estatal, que havia estat emetent des de 1939 amb els logotips "UT" (1951-1972), "UT-1" (1972-1998) i Primera nacional (1998-2015). Com a emissora pública, el canal de televisió parlava amb el logotip "UΛ: Primer" (2015-2022).

## Història

### 1939—1991
- 1 de febrer 1939 — es va fer el primer intent oficial de difondre la imatge des de Kíev. La primera emissió va durar 40 minuts - tot aquest temps va mostrar un retrat de la figura soviètica Grigori Ordjonikidze.
- 6 de novembre 1951 — el Centre de Ràdio i Televisió de Kíev al carrer Khreshchatyk, 26 (ara Casa de la Ràdio Ucraïnesa) va començar a funcionar. Es va emetre la pel·lícula patriòtica i revolucionària "Gran resplendor" i, l'endemà, esdeveniments cerimonials en honor al 34è aniversari de la Revolució d'Octubre. Aquests esdeveniments es consideren l'inici del treball de la televisió ucraïnesa. Els primers locutors de la televisió ucraïnesa van ser Novel Serapionova, Olga Danylenko i Elena Nikolaeva.
- 1 de maig 1952 — des de l'únic pavelló, que aleshores funcionava al centre de televisió ("Studio B"), es va emetre un gran concert amb la participació de solistes de l'Òpera de Kíev que portava el nom de T. Xevtxenko.
- El novembre de 1956, els programes de l'estudi de televisió de Kíev van començar a aparèixer regularment.
- 20 de gener 1965: un protector de pantalla amb lletres grans "UT" va aparèixer a les pantalles de televisió, que simbolitza l'inici del programa de televisió nacional unit de l'RSSU, el volum del qual ja superava les 200 hores aquell any.
- 1972 — Va començar l'emissió de dos canals i el canal va passar a anomenar-se UT-1. En aquells telecentres on era possible emetre dos programes de televisió (grans centres regionals), els programes del Televisió Central Soviètica i UT s'emetien per separat, i on tècnicament no era possible emetre dos canals simultàniament, el conjunt de la Unió- Programa republicà.[4] A Kíev, l'emissió d'UT va començar a les 11:00 a.m., a altres ciutats d'Ucraïna — a partir de les 17:00 h. A les 19:00 es va emetre el programa informatiu "Notícies" de producció pròpia, abans que de 18:00 a 19:00 hi havia una unitat de difusió d'estudis regionals (a Kíev i la regió en aquell moment el programa "A l'onada del Dnieper" va ser emès). "Evening Tale" per a nens es va emetre a les 20:45, després de la qual cosa va començar la retransmissió del programa «Temps» from Moscou a les 21:00.[5]

### Des de 1991
- A la primavera de 1991, el Comitè Estatal de Televisió i Radiodifusió de l'RSS d'Ucraïna es va transformar en la Ukrteleradiocompany, que es va convertir en l'única emissora estatal a UT-1, UT-2 i més tard UT-3. Des de 1995, quan es van establir NTCU, NRCU i ODTRK sobre la base de Ukrteleradiocompany, així com després de l'ordre de Derzhkomteleradio de re-commutació, UT-1 es va convertir en l'únic canal que cobria el 97% del territori del país. Va ser emès per la Companyia Nacional de Televisió d'Ucraïna entre 1995 i 2017. Fins al 2004, NTCU tenia un canal de televisió UT-2, que des de 1997 compartia emissions amb el canal de televisió 1+1
- El 2002, NTCU va llançar la difusió per satèl·lit estranger, i el 2008, la difusió per Internet.
- Segons els resultats de 2004, la quota del canal va ser del 2,8%, el 2005 - 1,8%, el 2006 - 2,1% (9è lloc entre els canals de televisió que emeten a Ucraïna), el 2007 - 1,8%, el 2008 - 1, 9 % (10è lloc)[6]
- Per ordre del Consell de Ministres № 448-r del 17 de març de 2018, Yegor Benkendorf va ser nomenat director general de la Companyia Nacional de Televisió d'Ucraïna.[7] L'empresari ucraïnès d'origen libanès Valid Arfush ha estat nomenat director general adjunt. El Consell de Ministres també va emetre la Resolució № 272 de 17 de març, segons la qual subordinava la Companyia Nacional de Televisió.[8]
- El febrer de 2013, Yegor Benkendorf va dimitir com a director general de la NTCU a petició seva, convertint-se en president del consell d'Inter TV.[9][10] El 20 de febrer de 2013, el Consell de Ministres d'Ucraïna va nomenar Oleksandr Panteleimonov director general en funcions de la NTCU.[9]
- El 6 de desembre de 2013, un periodista del canal ZIK TV va retransmetre en directe al programa Lustration que els periodistes de First National van ser acomiadats per una política de cobertura desequilibrada d'Euromaidan.
- El 25 de març de 2014, el Consell de Ministres d'Ucraïna va nomenar Zurab Alasania director general de NTCU.[11]
- El 17 d'abril de 2014 es va aprovar la Llei d'Ucraïna "sobre la televisió pública i la difusió de ràdio d'Ucraïna", que va establir les bases legals per a la radiodifusió pública a Ucraïna.
- El 7 d'abril de 2015 es va canviar solemnement el logotip de la Primera Nacional pel de l'emissora pública (UΛ:Primer). Aquest canvi es va produir després de l'aprovació de la Llei "Sobre esmenes a determinades lleis d'Ucraïna sobre la televisió pública i la difusió de ràdio d'Ucraïna", que va eliminar els problemes tècnics en la transformació de les companyies de televisió i ràdio estatals en la Companyia Nacional de Ràdio i Televisió Pública de Ucraïna.[12]
- L'11 de desembre de 2017, les emissores públiques — «UΛ: Primer», «UΛ: Cultura» i «UΛ: Crimea» — van començar a emetre en format 16:9.[13]
- A la tardor del 2018, en una entrevista a Detector Media, Mykola Kovalchuk, productor general de NSTU Development, va declarar que té previst canviar el nom del canal, que té previst canviar el nom «UΛ: Primer».[14] El febrer de 2019, el pla d'activitats de PJSC "NSTU" per a 2019 va anunciar el canvi de nom i el canvi de nom del canal a «Públic».[15] El 20 de gener de 2020, es va saber que, segons el canvi de marca, UΛ: Primer està augmentant la seva emissió sociopolítica, que inclou augmentar el nombre de notícies els dies laborables, el seu propi programa matinal, programes regionals, reformes a Ucraïna i telebridges, informes especials, documentals, fets i investigacions.[16][17][18]
- El 12 d'abril de 2022 es va començar a emetre en alta definició (HD).
- El 24 de febrer, durant la llei marcial, per tal d'informar completament als ciutadans, el canal de televisió pública UΛ: Primer va començar a emetre en una versió oberta i sense xifrar.[19] A partir de les 19.00 hores, l'emissió televisiva de l'Emissora Pública va passar sota el control del Govern i transferida temporalment al canal Rada TV.[20]
- El divendres 25 de febrer, a les 14.20 hores, el canal de televisió pública UΛ: Primer va reprendre les emissions.[21]
- L'1 de març, després d'un atac de míssils enemics a la torre de televisió de maquinari i els intents de bloquejar el senyal de satèl·lit de l'emissora, UΛ: Primer i altres canals de televisió nacionals es van estavellar temporalment, i la ràdio ucraïnesa va emetre al 105 FM a la capital.[22]
- El 24 de maig de 2022 en relació amb l'actualització del sistema de disseny de les marques "NSTU", el canal de televisió «UΛ: Primer» va canviar el seu nom a «Primer».[23]

## Programes

La imatge oficial de la teletó a partir de maig de 2022

Des de l'inici de la guerra a gran escala a Ucraïna, s'ha desenvolupat la marató informativa "L'única notícia". Els majors conglomerats de mitjans ucraïnesos 1+1 media, Starlight Media, Companyia Nacional de Radiodifusió Pública d'Ucraïna, Media Group Ukraine, Inter Media Group, Rada s'han unit per donar al públic accés les 24 hores del dia a les notícies més importants de totes les ciutats ucraïneses emeses pels seus canals de televisió 1+1, ICTV, Primer, Inter, Ukraine, Rada.

## Logotips
| Logttip | Descripció |
| ------- | --- |
|         | 1956 — 1974. El logotip s'assembla a una pantalla de televisió d'un tub de raigs catòdics, on les lletres ciríl·liques «У» i «Т» s'assemblen a una cara, on com una camamilla d'ull dret.                                                       |
|         | 1974 — 1991. Torre de televisió de Kíev, als costats de la qual la inscripció ciríl·lica "Ucraïnès" i "Televisió" està estilitzada en majúscules                                                                                                |
|         | 25 de desembre de 1991 — 23 d'agost de 1997. Logotip blanc translúcid, situat primer a la part inferior dreta, i de l'1 de gener de 1995 a l'angle superior esquerre. Desaparegut durant la publicitat i emissions d'UTN (1991-1992, 1995-1996) |
|         | 24 d'agost de 1997 — 6 de febrer de 1998. Situat a la cantonada superior dreta. Semblava una piràmide de tres blocs de colors llisos separats, inclinats a 45°.                                                                                 |
|         | 7 de febrer de 1998 — 23 d'agost de 2005. Logotip blanc translúcid situat a la cantonada superior dreta. |
|         | 24 d'agost de 2005 — 24 de març de 2006. Unitat blanca inscrita en un cercle amb vores blanques i fons vermell, inclinada 45°. Estava situat a l'angle superior dret.                                                                           |
|         | 25 de març de 2006 — 31 d'agost de 2008. Logotip blanc opac situat a la cantonada superior dreta. |
|         | 1 de setembre de 2008 — 6 d'abril de 2015. Logotip de plata i blanc a l'aire, que tenia un text estilitzat amb majúscules "Primer nacional" en dues línies.                                                                                     |
|         | 7 d'abril de 2015 — 10 de desembre de 2017. Lletres majúscules estilitzades en una inscripció d'una línia «UΛ:Primer», (El 2015-2016, els dos punts es trobaven amb els colors de la bandera d'Ucraïna, després - blanc).                       |
|         | De l'11 de desembre de 2017 al 30 de setembre de 2018, la inscripció era de color gris translúcid i el símbol de dos punts - blanc brillant, després del qual va aparèixer una retirada entre la inscripció estilitzada en majúscules Primer    |
|         | Des de l'1 d'octubre de 2018, el logotip ha augmentat de mida i és opac. L'estil de la inscripció es va fer atrevit. |
|         | Des del 23 de maig de 2022, el logotip és un semicercle de color blau, al costat del qual hi ha la inscripció de text "PRIMER" en negre. El logotip de l'emissió és blanc, a la cantonada superior esquerra.                                    |

### Cronologia del nom del canal de televisió
| Data                | Nom en ucraïnès                | El nom és romanització          | El nom és català            | Nom en anglès                |
| ------------------- | ------------------------------ | ------------------------------- | --------------------------- | ---------------------------- |
| 1965—1972           | «Українське Телебачення», «УТ» | «Ukrainske Telebachennia», «UT» | «Televisió d'Ucraïna», «UT» | «Ukrainian Television», «UT» |
| 1972—1998           | «УТ-1»                         | «UT-1»                          | «UT-1»                      | «UT-1»                       |
| 1998—2015           | «Перший Національний»          | «Pershyi Natsionalnyi»          | «Primer Nacional»           | «First National»             |
| 2015—2017 2017—2022 | «UΛ:Перший»                    | «UΛ:Pershyi»                    | «UΛ:Primer»                 | «UΛ:First»                   |
| 2017—2022           | «UΛ: Перший»                   | «UΛ: Pershyi»                   | «UΛ: Primer»                | «UΛ:First»                   |
| A partir del 2019   | «Суспільне Перший»             | «Suspilne Pershyi»              | «Públic Primer»             | «Public First»               |
| A partir del 2022   | ◖ «Перший»                     | ◖ «Pershyi»                     | ◖ «Primer»                  | ◖ «First»                    |